# Gymnothorax buroensis
Gymnothorax buroensis är en fiskart som först beskrevs av Bleeker, 1857.  Gymnothorax buroensis ingår i släktet Gymnothorax och familjen Muraenidae. Inga underarter finns listade i Catalogue of Life.